# Patrik Banovič
Patrik Banovič (* 13. listopadu 1991, Trnava) je slovenský fotbalový obránce, hráč klubu FC Spartak Trnava.

## Klubová kariéra
Svou fotbalovou kariéru začal v FK Lokomotíva Trnava, odkud v průběhu mládeže přestoupil do FC Spartak Trnava. V týmu se v roce 2010 propracoval do prvního týmu. V létě 2012 zamířil na půlroční hostování do DAC Dunajská Streda. Poté se vrátil do Trnavy. Před podzimní částí ročníku 2014/15 odešel hostovat do FK Dukla Banská Bystrica. V průběhu podzimu se vrátil do svého mateřského týmu. V létě 2015 v Trnavě definitivně skončil a byl na testech v týmu TJ Spartak Myjava. Na zkoušce uspěl a uzavřel s mužstvem dvouletou smlouvu.

Po odhlášení A-týmu Myjavy z nejvyšší slovenské ligy v zimní přestávce ročníku 2016/17 se vrátil do Spartaku Trnava, ale v přípravném zápase proti FK Senica se zranil a podstoupil operaci kolena.